# Meerkoetplaat
De Meerkoetplaat is een onbewoond eilandje in het Veerse Meer in de Nederlandse provincie Zeeland.  Het eilandje ligt noord van het recreatiegebied Schelphoek bij Wolphaartsdijk. Het eilandje is 0,66 hectare groot en er is gras en wat bebossing. Er is geen aanlegsteiger. 
De Meerkoetplaat is voor pleziervaarders ontoegankelijk omdat er geen steiger is, maar baders of zwemmers kunnen het makkelijk bereiken. (Afstand vanaf de kant is ongeveer 60 meter.)